# Boulogne-sur-Gesse
Boulogne-sur-Gesse – miejscowość i gmina we Francji, w regionie Oksytania, w departamencie Górna Garonna.
Według danych na rok 1990 gminę zamieszkiwało 1531 osób, a gęstość zaludnienia wynosiła 62 osób/km² (wśród 3020 gmin regionu Midi-Pireneje Boulogne-sur-Gesse plasuje się na 231. miejscu pod względem liczby ludności, natomiast pod względem powierzchni na miejscu 420.).